# 望京站 (铁路)
望京站，位于北京市朝阳区来广营地区，是四等站。

## 简介
望京站1968年建站。站台及铁路线呈从西北至东南的走向。望京站是东北铁路环线及京包线中间的作业小站。截至1990年代中期，望京站占地面积11.2万平方米，建筑面积1030平方米。望京站设基本站台、少量货位货场以及库房。从望京站南折与铁道部环行铁路试验场相接，再往南与北京朝阳站相通。从望京站西北行与望和支线（已拆除）接轨通向和平里站（已拆除），再往西北通向昌平区境内的黄土店站。预计未来本站将作为北京市郊铁路东北环线车站。

## 相关图片

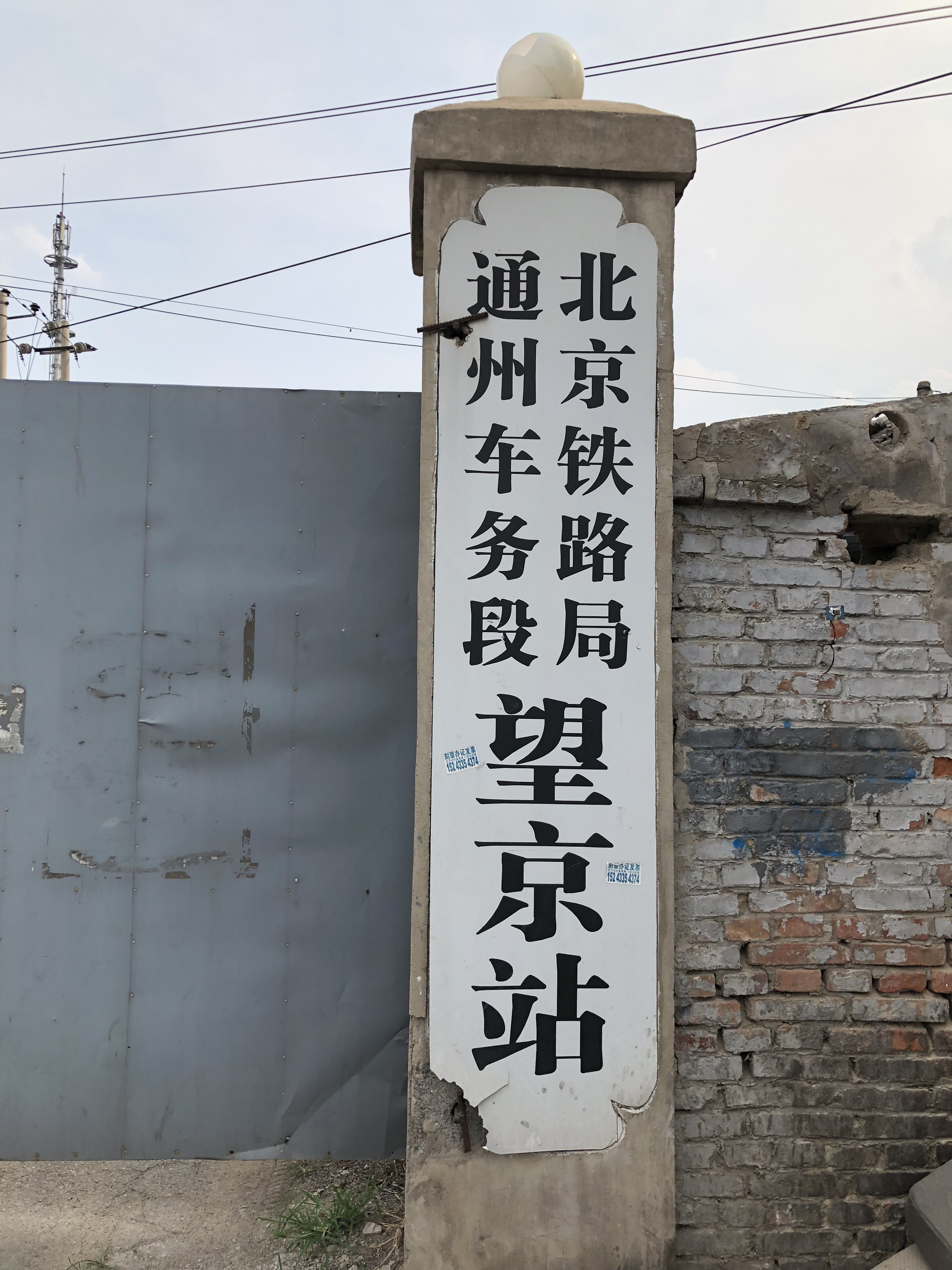
望京站门口
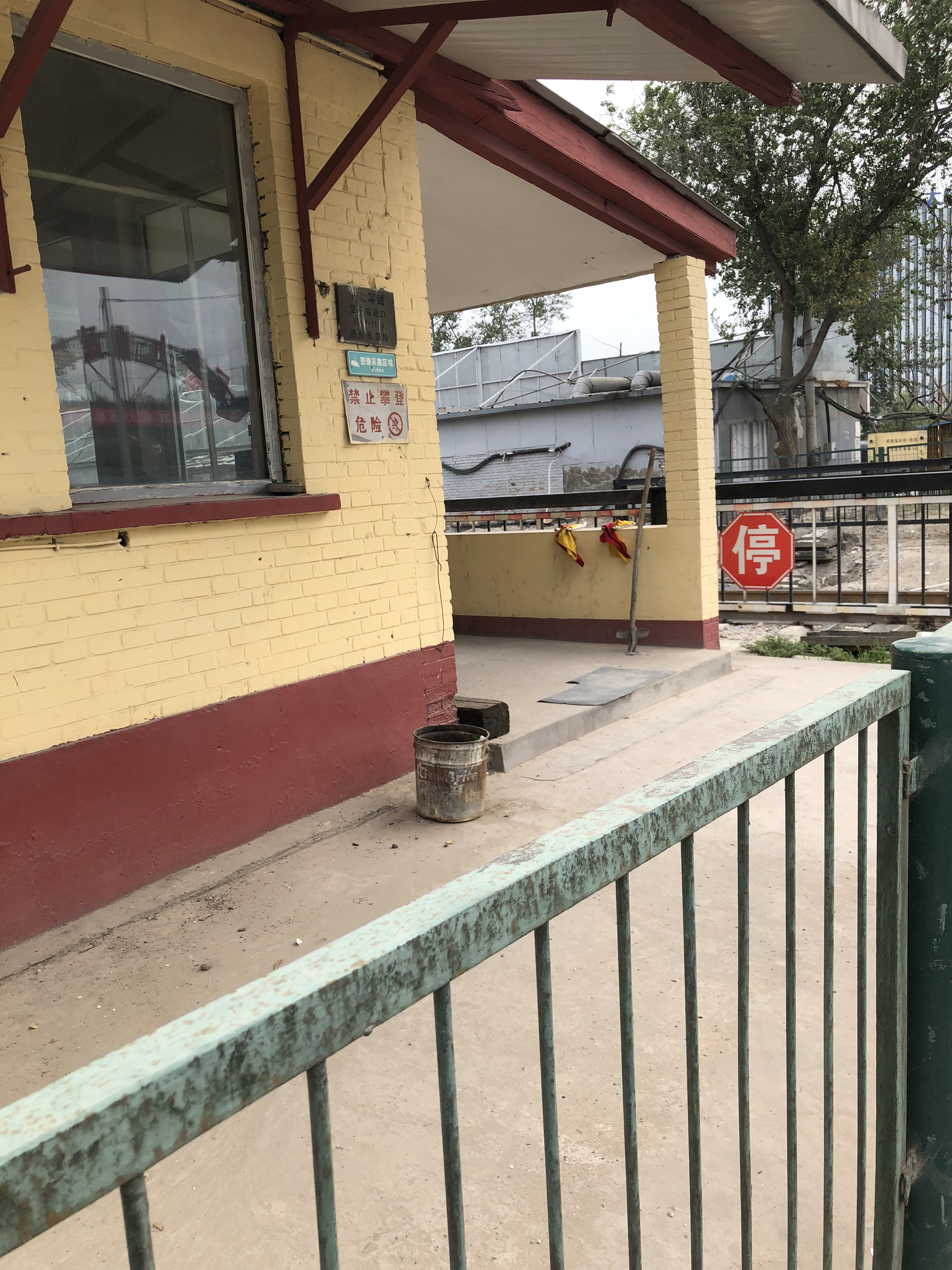
望京站道口